# The Sword and the Sorcerer
The Sword and the Sorcerer és una pel·lícula fantàstica d'espasa i bruixeria estatunidenca del 1982 coescrita i dirigida per Albert Pyun, i protagonitzat per Lee Horsley, Kathleen Beller, Simon MacCorkindale, George Maharis, Richard Lynch i Richard Moll. La trama tracta d'un mercenari amb una espasa projectil de tres fulles que redescobreix la seva herència reial quan és reclutat per ajudar a una princesa a frustrar els dissenys d'un brutal tirà i d'un poderós bruixot, poderós i semblant al dimoni, en la conquesta de la terra.
La pel·lícula tenia inicialment crítiques diverses, però es va desenvolupar un seguici de culte. Va ser un èxit de taquilla, amb gairebé deu vegades el seu pressupost.

## Argument
El rei Titus Cromwell i els seus homes desembarquen a l'illa de la Tomba a la recerca de Xusia de Delos, un bruixot mort fa temps que pot ajudar a enderrocar el rival de Cromwell, el rei Ricard, la terra del qual d'Ehdan és la més rica del món. Utilitzant un dels adoradors de Xusia per despertar-lo, Cromwell convenç a Xusia d'unir-se a la seva causa. Amb la màgia negra del bruixot a les seves ordres, Cromwell destrueix fàcilment el formidable exèrcit de Richard.
Tement que el bruixot pogués tornar-se contra ell, Cromwell apunyala a Xusia i el persegueix des d'un penya-segat.
Quan només queda un exèrcit per defensar la ciutat, Richard es prepara per liderar l'última càrrega contra Cromwell. Ordena a la seva família que s'evacuï al riu i confia al seu fill petit Talon la seva espasa projectil de triple fulla, encarregant al nen de venjar la seva mort si es produeix.
Mentre busca pel camp de batalla, Talon es troba amb Mogullen, el conseller més proper del seu pare. Greument ferit, el vell soldat confirma que la batalla està perduda. Talon espia el seu pare a la distància, pocs segons abans de la seva execució. Enfurismat, Talon vol reivindicar la seva venjança, però Mogullen li avisa que Cromwell es dirigirà al riu per interceptar la reina. Talon corre desesperadament cap al riu a cavall, però és massa tard per evitar la mort de la seva mare a mans de Cromwell. Després de sobreviure per poc a una emboscada, Talon aconsegueix evadir la captura i fugir del regne.
Onze anys més tard, Talon torna com un guerrer experimentat que busca venjar la seva família, tot i que Xusia es compromet a pagar Cromwell per la seva traïció. A la ciutat d'Ehdan, ha començat una rebel·lió sota el príncep Mikah, fill del conseller més proper de Richard, a qui molts creuen que és l'hereu legítim del tron. Després de confirmar els darrers plans amb Machelli, el canceller de guerra de Cromwell, en Mikah transmet la notícia a la seva germana Alana, però Cromwell de sobte irromp al seu amagatall i es produeix una batalla.
Encara que Mikah és capturat, Alana fuig pels carrers de la ciutat, però finalment és arraconada pels homes de Cromwell que intenten violar-la. Talon interromp i despatxa fàcilment els seus assaltants. En una taverna propera, Alana s'assabenta de l'empresonament del seu germà i demana a Talon que el rescati, juntament amb una facció de rebels que han quedat atrapats pels arquers del Drac Roig de Cromwell. Incapaç de subornar amb or el luxuriós mercenari, Alana s'ofereix a ell de mala gana per una nit. Satisfet, en Talon marxa amb la seva missió, però els homes de Cromwell arriben poc després i capturen Alana també.
Aconseguint alliberar els rebels, Talon s'infiltra al castell a través de les clavegueres i rescata en Mikah, però posteriorment és detectat i capturat per Cromwell. Després d'obligar l'Alana a casar-se amb ell, Cromwell convida quatre reis veïns a la seva festa de noces, on té la intenció d'assassinar-los amb Talon crucificat al menjador. Abans que el complot es pugui dur a terme, Talon convoca la força per alliberar les seves mans del crucifix, pocs segons abans que els rebels, liderats per Mikah, s'introdueixin a la sala i derrotin els soldats de Cromwell.
Cromwell intenta fugir del castell amb Alana, però Talon els intercepta. Mentre ell i els rebels s'enfronten amb els guàrdies de Cromwell, Machelli porta l'Alana a les catacumbes sota el castell, on revela la seva veritable identitat com a Xusia. Tot i que Cromwell intenta intercedir, el bruixot el supera, però Talon és capaç de resistir els poders màgics de la Xusia el temps suficient per colpejar-lo amb una fulla de projectil.
Aleshores, Talon s'enfronta a Cromwell en combat, matant finalment al malvat rei amb una fulla carregada de molla oculta al seu guant. Després, en Talon salva l'Alana d'una serp constrictor gegant, però Xusia de sobte torna a aixecar-se, el que va fer que en Talon acabi amb el bruixot amb la mateixa fulla.
No tenint cap desig de governar el regne ell mateix, Talon cedeix la corona d'Ehdan a Mikah, i Alana compleix el seu compromís de passar una nit amb el salvador del seu germà. Com Talon i els mercenaris es preparen per abandonar l'Ehdan, Rodrigo, un membre de la rebel·lió de Mikah, s'acosta i demana unir-se a ells. Talon accepta, i el grup parteix per una altra aventura.

## Repartiment
- Lee Horsley com el príncep Talon
- Kathleen Beller com a princesa Alana
- Simon MacCorkindale com el príncep Mikah
- George Maharis com a Machelli, el canceller de guerra de Cromwell
- Richard Lynch com a Titus Cromwell
- Richard Moll com a Xusia
- Anthony De Longis com a Rodrigo
- Robert Tessier com a Verdugo
- Christopher Cary com el rei Richard
- Nina Van Pallandt com a Malia
- Anna Bjorn com a Elizabeth, la concubina de Cromwell i la germana de Talon
  - Christina Nigra com a jove Elizabeth
- Jeff Corey com a Craccus
- Joseph Ruskin com Malcolm
- Reb Brown com a Phillip
- Shelley Taylor Morgan com a Barbro
- George Murdock com a Quade
- Joe Regalbuto com a Darius
- Earl Maynard com a Morgan
- Russ Marin com a Mogullen
- Patrick O'Moore com a Devereux

## Llançament
The Sword and the Sorcerer es va estrenar als cinemes als Estats Units per Group 1 International Distribution Organization Ltd l'abril de 1982.

## Recepció
La pel·lícula va recaptar 39.103.425 dòlars a taquilla, la qual cosa la va convertir en la pel·lícula independent més rendible de 1982.
Variety va donar a la pel·lícula una crítica negativa, citant el seu guió poc brillant, la manca de talent d'actuació i les escenes d'acció ràpides i "atrocitats per minut". De la mateixa manera, The New York Times la va descriure com a "insensata" i "inepta", i Roger Ebert li van donar mitja estrella, descrivint-la com "una pel·lícula d'Identikit [que] no li importa gaire el personatge".
Després d'aquestes crítiques, la pel·lícula es va convertir en un clàssic de culte i és considerada com una de les millors de Pyun. El lloc web de l'agregador de ressenyes Rotten Tomatoes va informar que el 67% dels crítics han donat a la pel·lícula una crítica positiva basant-se en 12 crítiques, amb una valoració mitjana de 6,10/10, que la converteix en la pel·lícula amb millor puntuació de Pyun fins ara.
Arco Toys juntament amb Fleetwood Toys van fer una sèrie de figures de monstres que incloïen el logotip de la pel·lícula, incloent un home alat amb cap de lleó, i un home amb el cap de cobra.

## Seqüela
The Sword and the Sorcerer va ser concebuda originalment com la primera d'una sèrie de diverses pel·lícules.
Una seqüela, Tales of an Ancient Empire (tal com es mostra al final de The Sword and the Sorcerer), dirigida per Pyun, es va publicar el 24 de gener de 2012 en DVD. Kevin Sorbo, Victoria Maurette i Lee Horsley van protagonitzar la pel·lícula, aquest últim reprenent el paper de la pel·lícula original. Encara que inicialment es va anunciar que Christopher Lambert i Yancy Butler apareixien a la pel·lícula, no apareixen.

## Mitjans domèstics
Segons el llibre de 1987 American Film Distribution: The Changing Marketplace, la pel·lícula va guanyar 11 milions de dòlars en lloguer de vídeos. – 
The Sword and the Sorcerer va ser llançat en DVD el 24 d'abril de 2001 per Starz/Anchor Bay. Shout! Factory va llançar una edició especial UHD Blu-ray amb resolució 4K el 15 de març de 2022.